# Ulochlaena scillae
Ulochlaena scillae är en fjärilsart som beskrevs av Pierre Chrétien 1888. Ulochlaena scillae ingår i släktet Ulochlaena och familjen nattflyn. Inga underarter finns listade i Catalogue of Life.